# Niek & Guy
Niek & Guy is een Nederlands theaterduo, bestaande uit Niek Takens en Guyllaume Wibowo. Ze ontmoetten elkaar bij de Dutch School of Magic, opgericht door Ger Copper, winnaar van het wereldkampioenschap goochelen in 1979. In 2018 stonden ze in het voorprogramma van de Ashton Brothers. Na het overlijden van Ger Copper in 2020 namen ze bijna al zijn goochelspullen over, wat leidde tot het ontstaan van Niek & Guy.

## Eerste voorstelling
In 2023 creëerden Niek & Guy de voorstelling "Es-Rever", die sindsdien door Nederland op tournee is. Deze show combineert variététheater, sketches, magie, acrobatiek, muziek, slapstick en cabaret, en wordt vaak vergeleken met de stijl van Mini en Maxi. In hetzelfde jaar bereikten ze de finale van het Amsterdams Kleinkunst Festival (AKF), waar ze de prestigieuze Shaffy Prijs wonnen in De Kleine Komedie.

## Samenwerking met de Ashton Brothers
Sinds 2023 maken Niek & Guy deel uit van de Ashton Brothers, waarbij ze samen de voorstelling Brothers hebben gecreëerd.

## Nederlands Kampioen Goochelen
Op 6 oktober 2024 wonnen Niek & Guy op het Nederlands Kampioenschap Goochelen de categorie Goochelen Algemeen, de Henk Vermeyden-wisseltrofee, en de Grand Prix. Ze imponeerden de jury met hun Triangel-act, die onderdeel is van hun voorstelling Es-Rever, waarin een triangel op mysterieuze wijze steeds verdwijnt en weer verschijnt.

## Theater
- 2023-heden: Brothers
- 2023-heden: Es-Rever